# Она Зи
Она Зи (англ. Ona Zee, род. 3 марта 1951, Лос-Анджелес, Калифорния) — сценический псевдоним американской порноактрисы, модели и риелтора.

## Карьера
Родилась в Лос-Анджелесе, штат Калифорния. В 1970-х работала в Wilhelmina Agency. Также позировала обнажённой, а затем решила перейти в порноиндустрию. С момента выхода в индустрию в 1986 году снялась более чем в 300 фильмах для взрослых. Когда Она Зи начала карьеру, ей было около 35 лет — возраст, в котором многие исполнители уже ушли на пенсию. Обычно она играла то, что позже будет называться MILF или cougar.
Выступила режиссёром, сценаристом и продюсером 67 видеороликов. В 1990 году создала свою компанию Ona Zee Pictures.
В 1990-е годы основала объединение порнографических исполнителей, которое в конечном счёте рухнуло из-за отсутствия политической и правовой поддержки.

## Награды

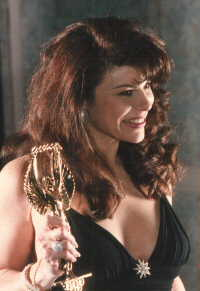
Она Зи с премией AVN Award

| Год  | Церемония | Категория                            | Работа                | Результат |
| ---- | --------- | ------------------------------------ | --------------------- | --------- |
| 1989 | AVN Award | Лучшая актриса (фильм)               | Portrait of an Affair | Победа    |
| 1992 | AVN Award | Лучшая актриса, видео                | Starlet               | Победа    |
| 1993 | AVN Award | Лучшая актриса второго плана (фильм) | Secret Garden 1 and 2 | Победа    |
| 2000 | Hot d'Or  | Hot d’Or d’Honneur                   |                       | Победа    |

- Зал славы AVN[5]

## Личная жизнь
Согласно телесериалу HBO Real Sex, была супругой Фрэнка Зи, пилота боевого реактивного самолёта вьетнамской эпохи. В 1990-е годы они ещё были женаты.